# IEEE 802.11u
IEEE 802.11u és una modificació de l'estàndard 802.11 per WLAN desenvolupat pel grup de treball 11 del comitè d'estàndards LAN/MAN del IEEE (IEEE 802), que millora els aspectes d'intercomunicació amb xarxes externes. Aquesta millora és a nivell de capa d'enllaç o MAC i de capa física o PHY. IEEE 802.11u fou ratificat el 2011.
IEEE 802.11u intenta solucionar els següents problemes:
- Serveis de descoberta i escombrat (discovery and scanning) de xarxes. En ambients urbans es poden localitzar més de 100 xarxes Wi-Fi, com seleccionar la xarxa correcta?
- Reconeixement del tipus de seguretat dels SSID.
- Servei de descoberta de servei d'accés a internet de les diferents xarxes.

IEEE 802.11u característiques per a solucionar els aspectes anteriors:
- Els dispositius Wi-Fi es desperten periòdicament per a fer escombrats de les xarxes existents.
- S'afegeix informació especial per a descobrir el tipus de xarxa i serveis oferts.